# نبرد سواستوپول (۱۹۴۲–۱۹۴۱)
نبرد سواستوپول (به آلمانی: Schlacht um Sewastopol) یا محاصره سواستوپول یا دفاع سواستوپول (به روسی: Оборона Севастополя)، نبردی در جبهه شرقی جنگ جهانی دوم میان نیروهای محور و شوروی بر سر شهر سواستوپول در شبه‌جزیره کریمه بود. در پایان پس از یک محاصره هشت‌ماهه، سواستوپول روز ۴ ژوئیه سال ۱۹۴۲ به تصرف مهاجمان درآمد.
پس از آغاز عملیات بارباروسا در ماه ژوئن سال ۱۹۴۱، نیروهای آلمانی در قالب ارتش یازدهم تحت فرمان اریش فون مانشتاین و متحدان آن تلاش برای ورود به شبه‌جزیره کریمه را از اواخر ماه سپتامبر آغاز کردند. پس از یک مبارزه یک‌ماهه نیروهای محور توانستند راه خود را به این شبه‌جزیره باز کنند. دفاع شوروی به سرعت در سرتاسر کریمه فروپاشید و نیروهای فون مانشتاین تمامی آن جز بندر شهر سواستوپول در جنوب شرقی را تصرف کردند. با قرار گرفتن شهر در محاصره، مهاجمان در تلاشی‌هایی برای تسخیر آن صورت دادند که با پایداری مدافعان که در استحکامات گسترده دفاعی مستقر بودند و از طریق دریای سیاه تدارکات و نیروی کمکی دریافت می‌کردند، موفق نشدند. آلمانی‌ها یک عملیات بزرگ از میانه ماه دسامبر بدین منظور آغاز کردند. در این هنگامه، ارتش سرخ در قالب ضد حمله سراسری زمستانه، با هدف شکستن محاصره سواستوپول و پس گرفتن کریمه، در چندین نقطه از غرب آن در شبه‌جزیره کرچ نیرو پیاده کرد. بدین ترتیب فون مانشتاین وادار شد به عملیات پایان دهد و بخشی از نیروهای خود را به نواحی در خطر منتقل کند. او توانست با اجرای یک ضد حمله در ماه مه سال ۱۹۴۲، ضمن به اسارت گرفتن ده‌ها هزار نفر، شبه‌جزیره کرچ را مجدداً پاکسازی کند.
با تمرکز دوباره بر سواستوپول، آلمانی‌ها آماده‌سازی گسترده‌ای از جمله انتقال چندین آتشبار توپخانه و توپ فوق سنگین ریلی و یگان‌های زیادی از لوفت‌وافه به این ناحیه، برای تهاجم نهایی به این شهر صورت دادند. نیروهای محور از روز ۲ ژوئن سال ۱۹۴۲ گلوله‌باران و حملات هوایی شدیدی علیه مواضع مدافعان به انجام رساندند که موجب تخریب بسیاری از استحکامات آن شد. تهاجم زمینی موسوم به «عملیات اشتورفانگ» از روز ۷ ژوئن آغاز شد. در نهایت روز ۴ ژوئیه پس از تسلیم شدن آخرین نیروهای شوروی، سواستوپول به تصرف آلمانی‌ها درآمد. آلمانی‌ها توانستند حدود ۹۵ هزار نفر از قوای دشمن را در این موضع به اسارت بگیرند. در پی این پیروزی فون مانشتاین به درجه فیلدمارشالی ترفیع گرفت.

## پیش‌زمینه
عملیات بارباروسا، تهاجم آلمان به شوروی از ۲۲ ژوئن ۱۹۴۱ آغاز شد. بمب‌افکن‌های لوفت‌وافه با نفوذ در عمق خاک شوروی پایگاه نیروی دریایی این کشور در سواستوپول را همان روز نخست بمباران کردند. پس از پیشروی نیروهای آلمانی در قسمت جنوبی خط مقدم تا رود دنیپر، روز ۱۲ اوت، همزمان با نبرد کی‌یف، آدولف هیتلر، پیشوای آلمان، با صدور تکمله‌ای بر فرمان شماره ۳۴ خود، گروه ارتش جنوب ورماخت را مأمور به تصرف برخی مناطق در جنوب و شرق اوکراین از جمله شبه‌جزیره کریمه کرد. فرماندهی گروه ارتش جنوب روز ۹ سپتامبر ارتش یازدهم ورماخت به فرماندهی سپهبد اریش فون مانشتاین در جناح جنوبی این گروه ارتش را مأمور به پیگیری این فرمان نمود. طبق طرح اولیه فون مانشتاین، سپاه ۵۴ ورماخت، را می‌شکست سپس سپاه ۴۹ کوهستان ورماخت و لشکر لایب‌اشتاندارته آدولف هیتلر اس‌اس با بهره‌گیری از آن وارد کریمه می‌شدند. امید می‌رفت لشکر لایب‌اشتاندارته آدولف هیتلر اس‌اس بتواند با یک حرکت برق‌آسا سواستوپول در جنوب شبه‌جزیره را تسخیر کند. رخنه اولیه فون مانشتاین در خط دفاعی دشمن در باریکه پرکوب به عنوان ورودی شبه‌جزیره، اواخر ماه سپتامبر حاصل شد. با این حال، نیاز به باز سازماندهی و ذخیره‌سازی تدارکات لازم، تلاش برای ورود به کریمه را تا روز ۱۸ اکتبر به تعویق انداخت. به هر صورت نیروهای ورماخت تا روز ۲۸ اکتبر وارد کریمه شدند. حرکت متعاقب نیروهای آلمانی به اندازه‌ای سریع صورت گرفت که نظام فرماندهی و هدایت ارتش سرخ در کریمه فرو پاشید. تمامی شبه‌جزیره کریمه، جز سواستوپول، تا روز ۱۶ نوامبر به تصرف ورماخت درآمد.

## آماده‌سازی شوروی
سواستوپول، پایگاه دریایی و کشتی‌سازی اصلی شوروی در دریای سیاه بود. ساخت برخی از استحکامات دفاعی این شهر به جنگ کریمه در میانه سده نوزدهم بازمی‌گشت. شوروی در دوره میان‌دوجنگ سواستوپول را برای مقابله با یک تهاجم از دریا آماده کرده بود. به هر صورت از اواخر سال ۱۹۴۰ و مخصوصاً در حین محاصره اودسا آماده‌سازی‌هایی نیز در مقابل تهاجم زمینی صورت گرفت. شوروی سه حلقه دفاعی به ترتیب با فاصله ۲ تا ۳ کیلومتر، ۵ تا ۸ کیلومتر و ۱۵ کیلومتر از بندرگاه، حول سواستوپول ایجاد کرده بود. بیش از سه هزار پناهگاه با حدود ۱۴۰ هزار مین، خندق‌های ضدتانک و سنگرها احداث شدند. حضور ۱۰۰ هواگرد نیروی هوایی و شناورهای ناوگان دریای سیاه شوروی دفاع از این شهر مستحکم را به یک عملیات مشترک بدل می‌ساخت.
با دستور روز ۳۰ سپتامبر استاوکا، فرماندهی عالی نیروهای مسلح شوروی، ارتش سرخ با تخلیه بندر تحت محاصره اودسا، نیروهای خود را بین روزهای ۲ تا ۱۶ اکتبر از طریق دریای سیاه به سواستوپول منتقل کرد تا دفاع کریمه را تقویت کند. هدایت تمامی نیروهای دفاعی در سواستوپول که شمار آن‌ها به بیش ۵۰ هزار نفر می‌رسید، ابتدا بر عهده سرلشکر ایوان پتروف، فرمانده حوزه دفاعی سواستوپول، بود تا این که روز ۱۰ نوامبر این مسئولیت به دریاسالار فیلیپ اکتیابرسکی، فرمانده ناوگان دریای سیاه شوروی واگذار شد. مدافعان از طریق دریای سرخ تدارکات و نیروی کمکی دریافت می‌نمودند.

## آغاز محاصره سواستوپول
فون مانشتاین قرارگاه ارتش یازدهم ورماخت را به مدرسه تازه‌ساخت روستای سارابوز در شمال سیمفروپول منتقل کرد. طرح اولیه او به دنبال تسخیر سریع شهر مستحکم سواستوپول توسط سپاه ۵۴ ورماخت بود اما بارندگی و گل‌آلود شدن راه‌ها امکان رسیدن به سرعت لازم جهت چنین کاری را به نیروهای این سپاه نداد. پیشروی سپاه ۵۴ ورماخت روز ۸ نوامبر در فاصله حدود ۱۰ کیلومتری شرق و شمال سواستوپول متوقف شد. سپاه ۳۰ ورماخت با نزدیک شدن از جانب شرقی و پس از زدن عناصر ارتش سرخ از ناحیه بالاکلاوا، حلقه محاصره حول سواستوپول را تنگ‌تر کرد. مدافعان ارتش سرخ درون شهر شامل سه لشکر و بقایای چهار لشکر دیگر می‌شد.
با بدل شدن این شهر به نقطه تمرکز کارزار، هر دو طرف شروع به تقویت نیروهای خود در آن کردند. شوروی علاوه بر نیروهایی که از اودسا به سواستوپول آورده بود، یگان‌هایی را نیز از قفقاز به آن منتقل نمود. در هنگام تکمیل محاصره سواستوپول، حدود ۵۲ هزار نفر نیروهای ارتش سرخ با ۱۷۰ توپ درون آن قرار داشتند. ارتش مستقل ساحلی شوروی خط دفاعی استواری حول سواستوپول ایجاد کرد که شامل سه حلقه هم‌مرکز استحکامات می‌شد. علاوه بر این، در قالب شرایط سخت جغرافیایی مخصوصاً در قسمت‌های شرقی و جنوبی، مواضع دفاعی در غارها، صخره‌ها و تپه‌های سنگی برقرار گردید.

## تهاجم نخست ورماخت به سواستوپول
شوروی در دوره میان‌دوجنگ سواستوپول را برای مقابله با یک تهاجم از دریا آماده کرده بود. به هر صورت از اواخر سال ۱۹۴۰ و مخصوصاً در حین محاصزه اودسا آماده‌سازی‌هایی نیز در مقابل تهاجم زمینی صورت گرفت. شوروی سه حلقه دفاعی به ترتیب با فاصله ۲ تا ۳ کیلومتر، ۵ تا ۸ کیلومتر و ۱۵ کیلومتر از بندرگاه، حول سواستوپول ایجاد کرده بود. بیش از سه هزار پناهگاه با حدود ۱۴۰ هزار مین، خندق‌های ضدتانک و سنگرها احداث شدند. حضور ۱۰۰ هواگرد نیروی هوایی و شناورهای ناوگان دریای سیاه شوروی دفاع از این شهر مستحکم را به یک عملیات مشترک بدل می‌ساخت. هدایت تمامی این نیروها که شمار آن‌ها به بیش ۵۰ هزار نفر می‌رسید، ابتدا بر عهده سرلشکر ایوان پتروف، فرمانده حوزه دفاعی سواستوپول، بود تا این که روز ۱۰ نوامبر این مسئولیت به دریاسالار فیلیپ اکتیابرسکی، فرمانده ناوگان دریای سیاه شوروی واگذار شد. مدافعان از طریق دریای سرخ تدارکات و نیروی کمکی دریافت می‌نمودند. به جهت شرایط زمستانی و تقلیل توان رزمی لوفت‌وافه آلمانی‌ها نمی‌توانستند این مسیر تدارکاتی را قطع کنند.

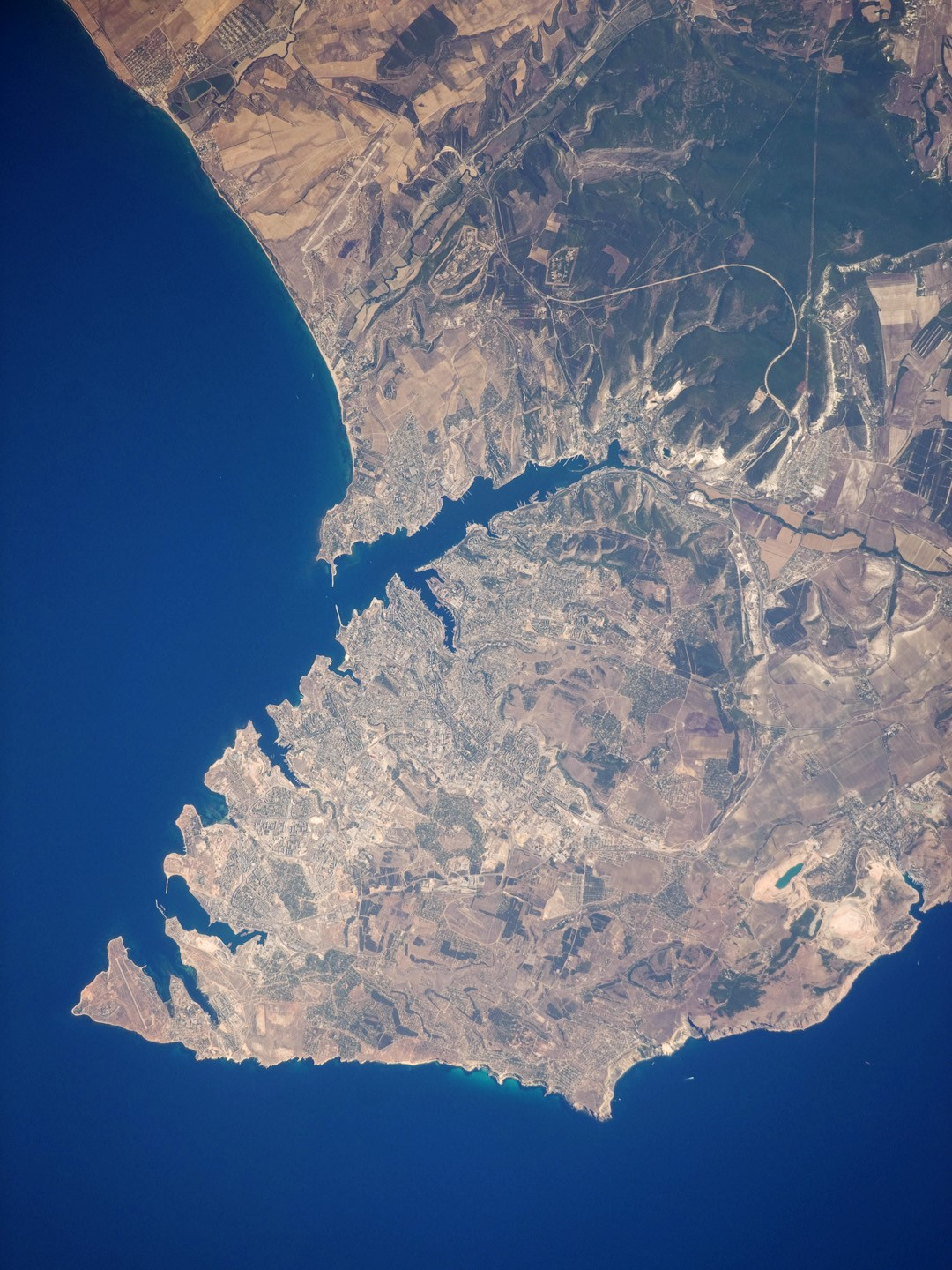
تصویر ماهواره‌ای از ناحیه سواستوپول، خلیج سرورنایا در قسمت غربی و مرکزی

پس از بررسی تمامی جوانب فون مانشتاین تصمیم به قرار دادن تهاجم اصلی توسط سپاه ۵۴ ورماخت با چهار لشکر پیاده‌نظام و بیشتر پشتیبانی توپخانه بر قسمت شمالی با شرایط جغرافیایی مطلوب‌تر گرفت. سپاه ۳۰ ورماخت نیز با دو لشکر پیاده‌نظام یک حمله ثانویه برای درگیر نگاه داشتن نیروهای دشمن در قسمت جنوبی بخش شرقی به انجام می‌رساند. با توجه زمان مورد نیاز برای انتقال نیرو از ناحیه کرچ و استقرار توپخانه در نقاط مورد نظر، آغاز تهاجم برای روز ۲۷ نوامبر طرح‌ریزی شد. به صورت شرایط میدانی این اجازه را نداد. با آغاز فصل زمستان و بارش برف قرار گرفتن توپخانه ارتش یازدهم ورماخت در موقعیت برای بمباران اولیه شهر تا میانه ماه دسامبر به طول انجامید. این شرایط همچنین انتقال تدارکات را با مشکل مواجه می‌ساخت و با بیمار کردن نیروها به آن‌ها تلفات وارد می‌آورد. در این هنگام با توجه به حساس بودن شرایط در سایر نقاط خط مقدم در جبهه شرقی و در اولویت نبودن کریمه برای فرماندهی عالی آلمان، لشکر هفتاد و سوم پیاده‌نظام ارتش یازدهم ورماخت که در جایگاه ذخیره تهاجم به سواستوپول قرار داشت، از این ارتش جدا شد تا به ناحیه رود میوس در ناحیه گروه زرهی ۱ منتقل شود. پشتیبانی هوایی ارتش یازدهم ورماخت هم برای مشارکت در نبرد مسکو کریمه را ترک کرد. این مسئله برتری هوایی را به شوروی بازگرداند. فرماندهی عالی آلمان حتی قصد گرفتن لشکر صد و هفتادم پیاده‌نظام ورماخت را نیز داشت که با اصرار فون مانشتاین از آن گذر شد.
مهندسان و نیروهای ساخت‌وساز آلمان در این مدت تعمیر و تغییر عرض خطوط آهن تا سواستوپول را تکمیل نمودند. این مسئله انتقال سریع تدارکات به خط مقدم را برای ورماخت ممکن ساخت. ارتش یازدهم ورماخت گلوله‌باران مواضع دشمن و تأسیسات بندری سواستوپول را از روز ۱۳ دسامبر آغاز کرد. تهاجم زمینی به جهت درگیر بودن تمامی بمب‌افکن‌های شیرجه‌ای سپاه ۸ هوایی لوفت‌وافه در بخش دیگری از خط مقدم، چند بار به تأخیر افتاد. فون مانشتاین با نگرانی از رسیدن نیروی کمکی بیشتر به دشمن، در نهایت تصمیم به آغاز تهاجم به سواستوپول از روز ۱۷ دسامبر بدون پشتیبانی بمب‌افکن‌های شیرجه‌ای گرفت؛ چرا که وضعیت آب‌وهوایی به هر صورت این امکان را به لوفت‌وافه نمی‌داد. سپاه ۵۴ ورماخت از جانب شمالی و سپاه ۳۰ ورماخت از جانب شرقی به سمت شهر یورش بردند. تهاجم آلمانی‌ها که تقریباً بدون نیروی ذخیره و به صورت رو در رو انجام می‌گرفت، به خوبی پیش نرفت. ناهمواری‌های ارضی کار پیشروی را برای آن‌ها دشوارتر می‌ساخت. در این حال تنها لشکر بیست و دوم پیاده‌نظام سپاه ۵۴ ورماخت که درگیر نبردهای پیشین نشده بود، با میزان کامل توان خود در شرایط مناسبی برای عملیات به سر می‌برد. این لشکر در عرض چند روز توانست از دو لایه نخست استحکامات دشمن بگذرد. عناصر پیشتاز لشکر بیست و دوم پیاده‌نظام ورماخت تا روز ۲۰ دسامبر فاصله کمی با ساحل شمالی خلیج سرورنایا داشتند. ارتفاعات این ناحیه دارای حساسیت ویژه‌ای قلمداد می‌شد و آلمانی‌ها می‌توانستند از آن شهر را مستقیماً زیر آتش توپخانه بگیرند. روز بعد لشکر آلمانی رخنه در مواضع لشکر چهلم سواره‌نظام شوروی در آخرین لایه دفاعی را آغاز کرد و خود را به تنها ۱ کیلومتری ساحل رساند. دقیقاً همین زمان نیروی کمکی ارتش سرخ در قابل تیپ مستقل ۷۹ تفنگ‌دار دریایی از راه رسید و اجازه پیشروی بیشتر به لشکر بیست و دوم پیاده‌نظام ورماخت که به انتهای توان خود رسیده بود، نداد. در روزهای آتی لشکر ۳۴۵ تفنگ‌دار شوروی نیز از تواپسه در قفقاز به این نقطه منتقل شد.

## تهاجم ارتش سرخ به شبه‌جزیره کرچ
در این حال ارتش یازدهم ورماخت برای محافظت از خط ساحلی طولانی شبه‌جزیره در مقابل پیاده‌سازی نیرو توسط شوروی، یگان‌هایی را در طول آن مستقر کرده بود که امکان به‌کارگیری آن‌ها در تهاجم به سواستوپول وجود نمی‌داد. به هر صورت تمرکز اصلی فون مانشتاین بر سواستوپول بود و نیروهای دفاع ساحلی ورماخت حداقلی به حساب می‌آمدند.
هنگامی که تلاش ارتش یازدهم ورماخت برای ورود به سواستوپول هنوز به مقصود نهایی خود نرسیده نبود، ارتش سرخ در قالب ضدحمله کلی که از ناحیه مسکو آغاز شده بود، با نیروهای ارتش پنجاه و یکم خود روز ۲۶ دسامبر مجموعه‌ای حملات آبی-خاکی را علیه نقاط مختلفی از شبه‌جزیره کرچ در غرب کریمه به انجام رساند و در دو طرف شهر کرچ پیاده شد. دو روز بعد ارتش چهل و چهارم شوروی عملیات پیاده‌سازی دیگری این بار علیه فئودوسیا صورت داد. هدف این عملیات انهدام ارتش یازدهم ورماخت و پس گرفتن شبه‌جزیره کریمه بود. با عقب‌نشینی نیروهای ورماخت، ارتش سرخ شبه‌جزیره کرچ را تصرف کرد. فرماندهی عالی آلمان تهاجم به سواستوپول را روز ۳۱ دسامبر متوقف کرد تا مسئله نیروهای دشمن در فئودوسیا حل شود. جبهه تازه‌تشکیل شده کریمه شوروی از روز ۲۷ فوریه تهاجمی به سمت غرب کریمه آغاز کرد. به هر صورت این تهاجم با دادن تلفات سنگین هیچ موفقیت عملیاتی خاصی حاصل نکرد اما موجب کاهش فشار آلمانی‌ها بر سواستوپول با انتقال نیرو به جبهه کرچ و فراهم آمدن فضای تنفس برای مدافعان در محاصره این شهر شد.
ضد حمله فون مانشتاین به مواضع دشمن در شبه‌جزیره کرچ، موسوم به عملیات تراپن‌یاگت (شکار هوبره)، از روز ۸ مه آغاز شد. با وجود گریز آشفته ارتش‌های چهل و چهارم و پنجاه و یکم شوروی، نیروهای فون مانشتاین بیشتر قوای ارتش چهل و هفتم شوروی را بین خود و دریای آزوف به محاصره انداختند و تا روز ۱۴ مه خود را به کرچ رساندند. در جریان این ضدحمله جبهه کریمه شوروی در عرض تنها دوازده روز تقریباً تمامی تجهیزات سنگین و ۱۷۵ هزار تن از نیروهای خود را از دست داد.

## آماده‌سازی برای نبرد نهایی

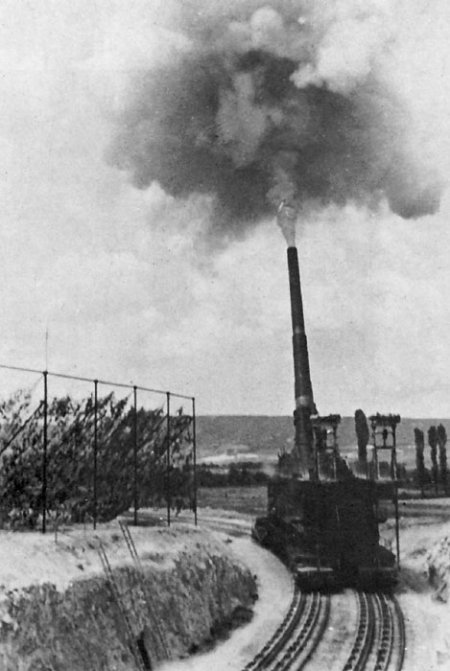
توپ فوق‌سنگین ۸۰۰ میلی‌متری دورا در حال شلیک

برنامه‌ریزی ورماخت جهت تهاجم مجدد به سواستوپول و انتقال توپخانه سنگین محاصره بدین منظور، همزمان با درگیری‌های ناحیه کرچ صورت گرفت. ارتش یازدهم ورماخت پس از باز پس‌گیری کرچ با سرعت زیادی بیشتر نیروهای خود را مجدداً به ناحیه سواستوپول منتقل کرد و تنها سپاه ۴۲ ورماخت با یک لشکر و چند یگان رومانیایی برای دفاع از شبه‌جزیره کرچ و ساحل جنوبی در آن باقی گذاشته شد. لشکر بیست و دوم زرهی ورماخت برای عملیات در بدنه اصلی خاک شوروی از کریمه خارج شد؛ به هر صورت این یگان با توجه به شرایط جغرافیایی، مناسب عملیات در ناحیه سواستوپول نبود. بدین ترتیب با وجود به‌کارگیری تعداد زیادی توپ تهاجمی، با توجه به نیاز به آن‌ها در تهاجم تابستانه در سایر نقاط خط مقدم، هیچ تانکی از ورماخت در نبرد نهایی بر سر سواستوپول استفاده نشد. ورماخت انواع مختلفی از قطعات توپخانه را بدین منظور به ناحیه اعزام کرد. این موارد شامل هویتزر‌های فوق سنگین ۳۰۵، ۳۵۰ و ۴۲۰ میلی‌متری و همچنین دو توپ ۶۰۰ میلی‌متری کارل و یک توپ ۸۰۰ میلی‌متری دورا می‌شد. دورا با شلیک گوله‌های هفت تنی قدرتمندترین قطعه توپخانه در جهان به حساب می‌آمد و برای کاربرد آن به ۴۱۲۰ خدمه نیاز بود. مجموعاً ۲۰۸ آتشبار شامل ۶۱۱ قبضه توپ در خط مقدمی به طول تنها ۳۴ کیلومتر متجمع شد. این با فاصله پرتراکم‌ترین قدرت آتشی بود که آلمانی‌ها تا بدین لحظه از جنگ در یک نقطه ایجاد می‌کردند. فرماندهی عالی ۳۰۶ توپخانه (Harko 306) تمامی این آتشبارهای توپخانه را هدایت می‌نمود. علاوه بر این گردان ۳۰۰ زرهی ورماخت مجهز به خودروهای تخریب گولیات در اختیار فون مانشتاین قرار گرفت. روز ۷ مارس مسئولیت دفاع ساحلی از ارتش یازدهم ورماخت به «افسر فرماندهی دریایی کریمه» منتقل شد.
مدافعان نیز در این مدت بی‌کار ننشسته بودند و بر استحکامات خود می‌افزودند. با بهره‌گیری از شرایط دشوار جغرافیایی نقاط مستحکم، تَله‌های تانک و میدان‌های مین جدید حول ناحیه دفاعی شامل سه خط جداگانه ایجاد گردید. استحکامات دفاعی شوروی شامل ۱۹ قلعه نوین و ۳۶۰۰ جان پناه توپ می‌شد. چند توپ سنگین دریایی با کالیبر ۱۵٫۲ تا ۳۰ سانتی‌متر در مواضع مستحکم دفاعی ثابت نصب گردید. تا این زمان قوای ارتش سرخ درون محاصره به هفت لشکر تفنگ‌دار، یک لشکر سواره‌نظام و سه تیپ تفنگ‌دار دریایی مجموعاً با حدود ۱۰۶ هزار نفر و ۶۰۰ توپ و خمپاره‌انداز صحرایی رسیده بود.
علاوه بر این مدافعان ۳۸ تانک و ۵۳ هواگرد سبک عملیاتی در اختیار داشتند. با این حال بیشتر هواگردها در جریان نبرد نهایی از ناحیه خارج و به مناطق شرقی منتقل شدند. از طرفی ناوگان دریای سیاه شوروی نیز با انتقال تدارکات و تأمین آتش پشتیبانی و حتی ارسال تفنگ‌داران دریایی خود نقش فعالی در امر دفاع ایفا می‌کرد. به هر صورت با حمله آلمانی‌ها به شناورهای سطحی تدارکات‌رسان، شوروی وادار به اتکا به زیردریایی‌های خود بدین منظور شد.

## ترکیب یگان‌ها
نیروهای گردآمده ورماخت برای تهاجم به سواستوپول مجموعاً شامل موارد زیر بودند:
| - سپاه ۵۴ (قسمت شمالی): - لشکر بیست و دوم پیاده‌نظام: سرتیپ لودویگ وولف - لشکر بیست و چهارم پیاده‌نظام: سرلشکر هانس فون تتائو - لشکر پنجاهم پیاده‌نظام: سرلشکر اشمیت - لشکر صد و سی و دوم پیاده‌نظام: سرتیپ لیندمان | - سپاه ۳۰ (قسمت جنوبی): - لشکر هفتاد و دوم پیاده‌نظام - لشکر صد و هفتادم پیاده‌نظام - لشکر بیست و هشتم سبک | - هنگ تقویت‌شده ۲۱۳ پیاده‌نظام - گردان ۳۰۰ زرهی | - سپاه کوهستان رومانی (قسمت مرکزی): - لشکر یکم کوهستان رومانی - لشکر هجدهم پیاده‌نظام رومانی |

تمامی فرماندهان این لشکرهای ورماخت پیش از این نشان عالی صلیب شوالیه صلیب آهنین را دریافت کرده بودند. سپاه کوهستان رومانی عملیات درگیر نگاه داشتن دشمن در قسمت مرکزی و محافظت از جناح درونی دو سپاه ورماخت را به انجام می‌رساند.
ناوگان دوم هوایی لوفت‌وافه هم با بیش از ۶۰۰ هواگرد تهاجمی کاملاً به کریمه بازگشت. عملیات هوایی بر فراز سواستوپول نیز یکی از بالاترین تمرکزهای هواگردهای لوفت‌وافه در یک ناحیه در جبهه شرقی بود. یگان‌های سپاه ۸ هوایی و سایر آرایش‌های لوفت‌وافه که برای این عملیات در ناحیه سواستوپول مستقر شدند شامل این موارد بود:
| - جناح ۵۱ بمب‌افکن با دو گروه - جناح ۷۶ بمب‌افکن با دو گروه - گروه ۱ جناح ۱۰۰ بمب‌افکن | - گروه ۳ جناح ۱ آموزش - جناح ۷۷ بمب‌افکن شیرجه‌ای با سه گروه - گروه‌های ۲ و ۳ جناح ۷۷ شکاری | - گروه ۳ جناح ۳ شکاری - اسکادران ۳ گروه ۱۱ شناسایی تاکتیکی - اسکادران ۳ گروه ۱۳ شناسایی تاکتیکی |

یگان‌های ارتش سرخ درون محاصره هنگام نبرد نهایی شامل این موارد بودند:
- ارتش ساحلی: سرلشکر ایوان پتروف

| - - لشکر دوم تفنگ‌دار - لشکر بیست و پنجم تفنگ‌دار: سرلشکر تروفیم کولومیتست - لشکر نود و پنجم تفنگ‌دار: سرهنگ الکساندر کاپیتوخین - صد و هفتاد و دوم تفنگ‌دار - سیصد و چهل و پنجم تفنگ‌دار - لشکر سیصد و هشتاد و ششم تفنگ‌دار - لشکر سیصد و هشتاد و هشتم تفنگ‌دار | - - لشکر چهلم سواره‌نظام | - - تیپ ۷ تفنگ‌دار دریایی: سرهنگ یوگنی ژیدیلوف - تیپ ۸ تفنگ‌دار دریایی: سرهنگ گورپیشچنکو - تیپ ۷۹ تفنگ‌دار دریایی |

## تهاجم نهایی به سواستوپول

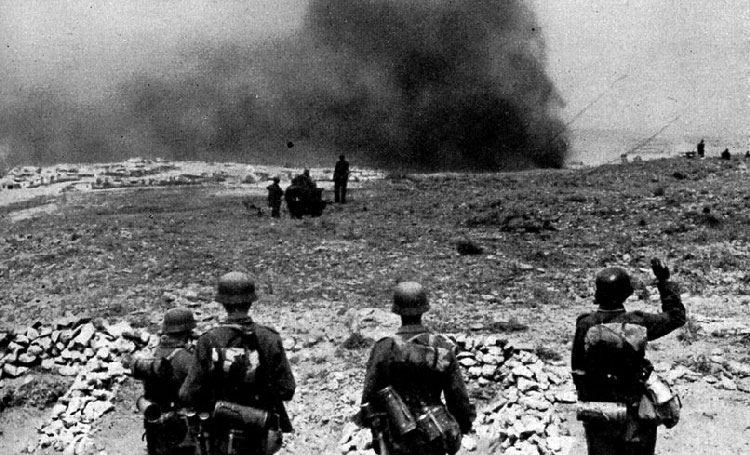
نیروهای ورماخت در حال تهاجم نهایی به سواستوپول، ژوئن ۱۹۴۲

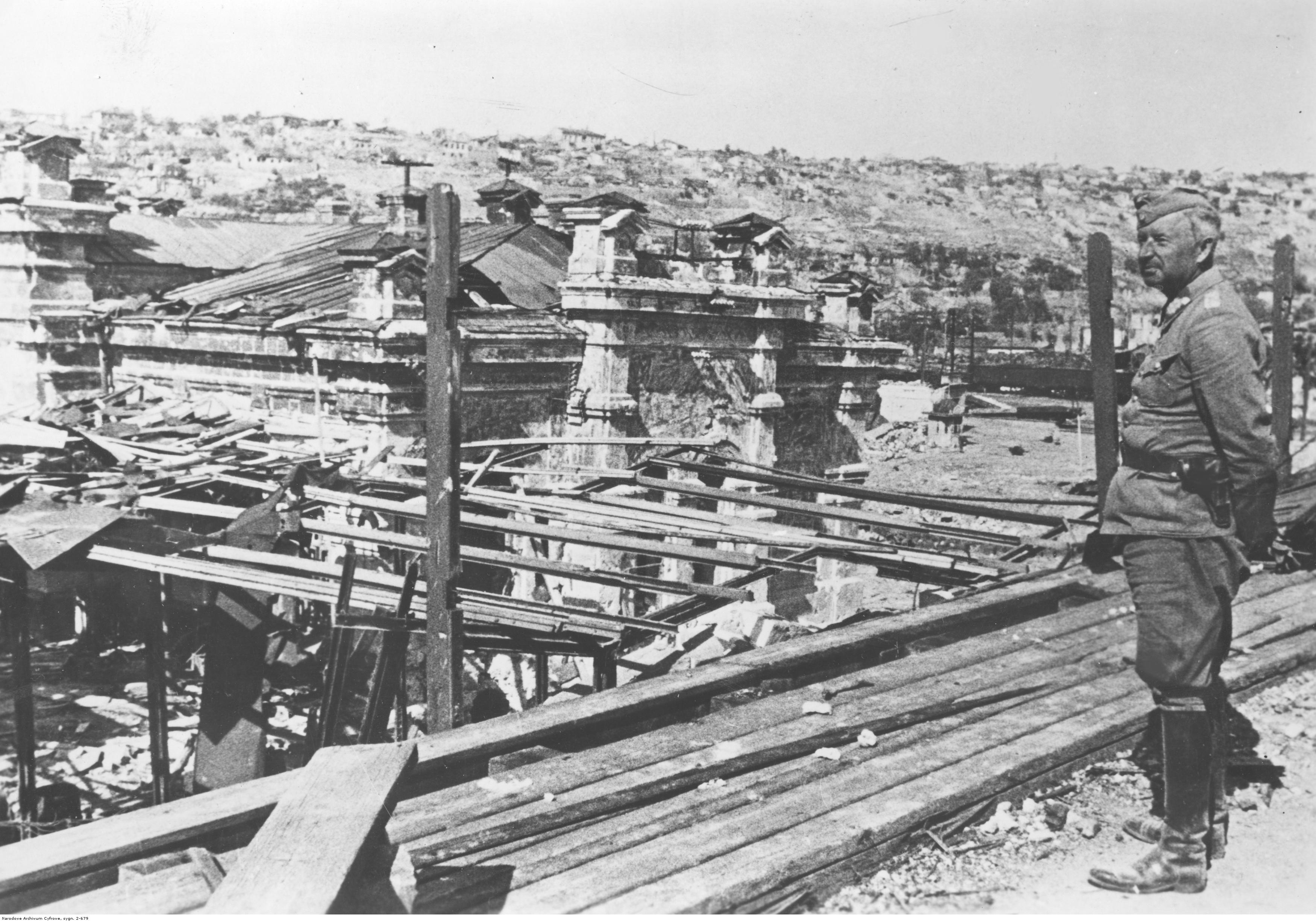
فون مانشتاین در خرابه‌های سواستوپول، ژوئیه ۱۹۴۲

هیتلر با ارسال یک تله تایپ فوق محرمانه به فون مانشتاین به او اطلاع داد مورد آبی از روز ۲۸ ژوئن به جریان خواهد افتاد و پشتیبانی سپاه ۸ هوایی و سایر یگان‌های لوفت‌وافه در آن مورد نیاز است؛ از این رو از او خواسته شد تهاجم نهایی به سواستوپول را هر چه زودتر به انجام رساند. بدین ترتیب تمام آماده‌سازی‌های ورماخت بدین منظور، موسوم به عملیات اشتورفانگ تا روز ۱ ژوئن پایان یافت. با آگاهی آلمانی‌ها از استحکامات دفاعی گسترده شوروی، بمباران شدید توپخانه و هوایی مواضع مدافعان از روز ۲ ژوئن آغاز شد. فون ریشتوفن، فرمانده سپاه ۸ هوایی لوفت‌وافه، شدت آتشی که بر سر سواستوپول ریخته می‌شد را به «دریای شعله‌ها» تشبیه کرده‌است. دود و گرد و خاک بلند شده حاصل این انفجارها به اندازه‌ای بود که رفته‌رفته تا حدود زیادی جلوی دید ناظران زمینی را گرفت. این گلوله‌باران بسیاری از مواضع دفاعی شوروی از جمله مستحکم‌ترین و بزرگ‌ترین آن‌ها را تخریب کرد و علاوه بر آسیب‌های جسمی شدید، اثر منفی قابل‌توجهی بر روحیه مدافعان گذاشت. لوفت‌وافه که برتری هوایی مطلق در ناحیه عملیاتی کریمه را در دست داشت، با صورت دادن ۲۳۷۵۰ سورتی روزانه و شبانه، ۱۰۰۰ تا ۲۰۰۰ در هر روز، ۲۲۶۴ تن ماده انفجاری و ۲۳۸۰۰ بمب آتش‌زا بر سر ناحیه سواستوپول فرو ریخت. همزمان هزاران برگه کاغذ تبلیغاتی نیز جهت شکستن هر چه بیشتر روحیه مدافعان بر شهر ریخته شد. پروازهای شناسایی عکس‌برداری هواگردهای لوفت‌وافه نقش بسیار مؤثری در هدف‌گیری دقیق اهداف کلیدی داشت. حمله جناح ۷۷ بمب‌افکن شیرجه‌ای لوفت‌وافه به تأسیسات شهری تأمین آب و برق آن را قطع کرد. روز ۶ ژوئن پس از آن که هواگردهای لوفت‌وافه موقعیت انبار اصلی مهمات ارتش سرخ را در قلب یک غار بزرگ در نزدیکی خلیج سرونایا یافتند، شلیک ۱۶ گلوله ضد بُتُن از توپ ریلی فوق سنگین دورا در نهایت باعث انهدام آن و ایجاد انفجاری بسیار بزرگ شد که تا کیلومترها در هر جهت حس گردید. انفجارهای ثانویه تا ساعت‌ها به طول انجامید. گفته می‌شود این حادثه نقش پررنگی در شکست نهایی مدافعان داشت. طبق گزارش آلمانی‌ها، در جریان این گلوله‌باران بین روزهای ۲ ژوئن تا ۱ ژوئیه مجموعاً حدود ۵۶۳ هزار گلوله توپ، از جمله ۴۸ گلوله از توپ دورا، به سمت سواستوپول شلیک شد.
تهاجم اصلی از روز ۷ ژوئن توسط سپاه ۵۴ ورماخت در قسمت شمالی به سمت خلیج سورنایا صورت گرفت. سپاه ۳۰ ورماخت حمله ثانویه‌ای در جنوب شرقی ترتیب داد. سپاه ۵۴ ورماخت در مقابل مقاومت سخت نیروهای دشمن، پیش رفت. عناصر جلودار این سپاه در لشکر بیست و دوم پیاده‌نظام ورماخت تا روز ۱۳ ژوئن به ساحل شمالی خلیج رسیدند و ضمن تصرف قلعه استالین، مواضع دشمن در آن را پاکسازی نمودند. قلعه سیبری تا روز ۱۷ ژوئن، پس از چندین تلاش سخت با پشتیبانی مهندسان و بمب‌افکن‌های شیرجه‌ای، قلعه ماکسیم گورکی ۱ تا روز ۱۸ ژوئن و در نهایت قلعه لنین تا ۲۰ ژوئن نیز به تسخیر نیروهای آلمانی و رومانیایی درآمد. با توجه به این که تهاجم تابستانه ورماخت در اوکراین در شرف آغاز بود، با وجود فشار فرماندهی عالی نیروی زمینی آلمان بر فون مانشتاین برای آزاد کردن سپاه ۸ هوایی لوفت‌وافه، او توانست آن‌ها را متقاعد به اهمیت نبرد سواستوپول و راضی به ماندن این یگان کند. با وجود خرابی‌های گلوله‌باران شدید، مدافعان همچنان مقاومت زیادی نشان می‌دادند و پیشروی به شکل آهسته و پر خسارتی برای مهاجمان صورت می‌گرفت. نیروهای شوروی تحت ترغیب کمیسارهای سیاسی متعصب، گاهی با پشتیبانی توپخانه دست به ضد حملات قدرتمندی می‌زدند. به هر صورت لشکرهای بیست و چهارم و صد و سی و دوم پیاده‌نظام ورماخت تا روز ۲۲ ژوئیه تمامی خط ساحلی در این ناحیه را نیز پاکسازی کردند. فرسودگی میدان نبرد در نهایت آلمانی‌ها را وادار کرد لشکر صد و سی و دوم پیاده‌نظام را از خط مقدم عقب بکشند و آن را با لشکر بیست و چهارم پیاده‌نظام جایگزین کنند. همزمان سپاه ۳۰ ورماخت راه خود را به نخستین هدف خود در ارتفاعات زاپون در لایه دوم دفاعی حول شهر باز کرد. لشکر پنجاهم پیاده‌نظام سپاه ۵۴ ورماخت نیمه شب ۲۹–۲۸ ژوئن سوار صد قایق تهاجمی از خلیج سورنایا گذر کرد و با غافلگیر کردن مدافعان، ساحل جنوبی را هم به سلطه خود درآورد. این لشکر در طول روز درونی‌ترین حلقه دفاعی شهر را نیز شکست تا کار سواستوپول یک‌سره شود. نیروهای شوروی وادار به رها کردن مواضع خود و عقب‌نشنیی در حین مبارزه به درون شهر و شبه‌جزیره خرسونس شدند. روز ۳۰ ژوئن هنگامی که مدافعان با کمبود مهمات مواجه بودند، استاوکا دستور به تخلیه افراد کلیدی از محاصره داد. آلمانی‌ها با پشتیبانی توپخانه سنگین روز ۱ ژوئیه وارد شهر تخلیه‌شده شدند و ظهرگاه پرچم خود را بر فراز یک ساختمان که هنوز پابرجا مانده بود، برافراشتند. سواستوپول در اثر گلوله‌باران و بمباران آلمانی‌ها و سیاست زمین سوخته شوروی به تلی خرابه‌ها بدل شده بود. مهاجمان همان روز بندرگاه را نیز به تصرف درآوردند. لوفت‌وافه بر آب‌های مجاور تسلط کامل داشت. تنها پتروف و چند تن دیگر از فرماندهان ارشد به کمک قایق موتوری و برخی از کمیسارها در تاریکی شب از طریق هوایی از سواستوپول گریختند. به هر صورت اکثریت نیروهای شوروی قادر به خروج نشدند تا قریب به ۹۷ هزار نفر از آن‌ها به اسارت درآیند. آخرین مقاومت‌ها در غارها و دره‌های کرانه پست شبه‌جزیره خرسونس صورت گرفت. قلعه ماکسیم گورکی ۲ در دماغه فیولینت در منتهی الیه جنوبی واپسین موضع عمده‌ای بود که سقوط کرد. تا روز ۴ ژوئیه درگیری‌ها تا حدود زیادی به پایان رسید.
مقادیر زیادی از تسلیحات و تجهیزات شوری از جمله ۶۲۲ توپ، ۶۱۱ خودرو، ۲۳ تانک در این نبرد منهدم تا به غنیمت گرفته شد. در طول این نبرد همچنین ۱۲۳ هواگرد شوروی در آسمان و ۱۸ هواگرد دیگر بر روی زمین منهدم و چهار ناوشکن، یک زیردریایی و چند شناور کوچک‌تر دیگر با مجموع تناژ ۱۰۸۰۰ تن غرق شدند. در طرف مقابل آلمانی‌ها تنها ۳۱ هواگرد را به علت‌های مختلف، از دست دادند.

## پیامدها
با تسخیر کامل شبه‌جزیره کریمه فون مانشتاین به درجه فیلدمارشالی نائل آمد. پس از این پیروزی نیروهای آلمانی و رومانیایی روز ۵ ژوئیه، با حضور ایون آنتونسکو، رهبر رومانی و فیلدمارشال فون مانشتاین، مراسم رژه بزرگی در سواستوپول اجرا کردند. در عرض چند روز آینده، میهای یکم، پادشاه رومانی و تعداد زیادی از فرستادگان نظامی و سایر صاحب‌منصبان از کشورهای بی‌طرف و دوست آلمان از سواستوپول و رزمگاه‌های آن دیدار کردند. با وجود تبلیغات سو حاکمیت شوروی علیه مهاجمان، پس از جمع‌آوری تسلیحات پخش‌شده بین آن‌ها، غیرنظامیان ساکن سواستوپول با آلمانی‌ها برای دفن کشته‌ها، پاکسازی و تعمیر خرابی‌ها، بازیابی تأسیسات خدماتی و همچنین اداره شهر همکاری کردند.
در پی این مقاومت سرسختانه حاکمیت شوروی نشان لنین را به شهر سواستوپول اعطا کرد. این مقاومت ارتش یازدهم ورماخت را برای تمامی طول عملیات بارباروسا در شبه‌جزیره کریمه درگیر نگاه داشت و اجازه به‌کارگیری آن توسط آلمانی‌ها تا ماه اوت سال ۱۹۴۲ در نقاط دیگر خط مقدم را نداد.